# 八角金盘属
八角金盘属（学名：Fatsia）是五加科下的一个属，为常绿、无刺大灌木或小乔木植物。该属共有三种，一种产于台湾，兩种产于日本。

## 物种
本属包括以下物种：
- 八角金盘 Fatsia japonica
- Fatsia oligocarpella
- 臺灣八角金盤 Fatsia polycarpa